# Championnat de France féminin de handball 1990-1991
Navigation
Saison 1989-1990 Saison 1991-1992
Le championnat de France féminin de handball 1990-1991 est la quarantième édition de cette compétition. Le championnat de Nationale 1A est le plus haut niveau du championnat de France de ce sport. Douze clubs participent à la compétition. 
À la fin de la saison, l'USM Gagny 93 est désigné champion de France de Nationale 1A, pour la troisième fois de son histoire, devant l'ASPTT Metz, tenant du titre.

## Modalités
Première phase
Les 12 équipes de Nationale 1A sont réparties dans deux poules de six équipes. Les clubs classés aux trois premières places de chacune des deux poules sont qualifiés pour participer à la deuxième phase de Division N1A. En revanche  les clubs classés aux quatrième, cinquième et sixième places de chacune des deux poule sont qualifiés pour participer à la deuxième phase de Division Nationale 1B.
Deuxième phase
Les 6 clubs de Nationale 1A se rencontrent en matches aller et retour. Le club classé à la première place au terme de la compétition est
déclaré « Champion de France 1991 ». 
La deuxième phase de Nationale 1B regroupe les 6 moins bons clubs de Nationale 1A et les clubs classés aux deux premières places de chacune des trois poules de la première phase de Division Nationale 1B. Les clubs classés à la première place de chacune des deux poules disputent le titre de champion de France Division Nationale 1B féminine en match aller et retour. Les quatre clubs classés aux deux premières places de chacune des deux poules de la deuxième phase de Division Nationale 1B évolueront en Nationale 1A la saison suivante.

## Première phase
Les 12 équipes sont réparties dans deux poules :
| Poule 1 - ASPTT Metz (T) - CSL Dijon - ES Besançon - Stade français Issy-les-Moulineaux - Dreux AC - UMS Pontault-Combault (P) | Poule 2 - USM Gagny 93 - ASUL Vaulx-en-Velin - A.L. Bouillargues (P) - Bordeaux Étudiants Club - ASPTT Strasbourg - ASPTT Nice |

Les résultats et classements ne sont pas connus. En gras apparaissent les clubs amenés à évoluer dans la deuxième phase de Nationale 1A et en italiques apparaissent les clubs relégués dans la deuxième phase de Nationale 1B.

## Deuxième phase
Légende
- T : Tenant du titre
- F : Pas de Coupe de France
- P : Promu de Nationale 1B en début de saison

### Poule haute
Le classement de la poule haute du championnat de France de Nationale 1A :
1. USM Gagny 93
2. ASPTT Metz (T, F)
3. CSL Dijon
4. ASUL Vaulx-en-Velin
5. ES Besançon
6. A.L. Bouillargues (P)

Les résultats et le classement détaillé ne sont pas connus.

### Nationale 1B
Les 6 clubs dernier clubs de la première phase de Nationale 1A sont regroupés avec les 6 meilleurs clubs de Nationale 1B :
- Bordeaux Étudiants Club : maintenu en N1A
- Stade français Issy-les-Moulineaux : maintenu en N1A
- UMS Pontault-Combault (P) : maintenu en N1A
- ASPTT Strasbourg : maintenu en N1A
- Dreux AC : relégué en N1B
- ASPTT Nice : relégué en N1B
- CMS Marignane : champion de France de Nationale 1B[3] mais non promu en N1A
- Entente CA Béglais - ASPOM Bègles : promu en N1A
- Stade béthunois BL : promu en N1A

Les 3 autres clubs de N1B, les résultats et les classements ne sont pas connus.

## Effectif du champion de France
L'effectif de l'USM Gagny 93, champion de France, était :
Gardiennes de but
- Corinne Le Biez
- Nathalie Poulet

Joueuses de champ
- Sandra Erndt
- Mézuela Servier
- Christelle Emery
- Isabelle Alexandre
- Virginie Derisbourg
- Carolle Démocrite
- Sandrine Trassebot
- Valérie Sartorio
- Isabelle Theret
- Ljiljana (Mugoša) Vučević
- Christelle Marchand

Entraîneur
- Brigitte Penati